# Kanton Claye-Souilly
Kanton Claye-Souilly (fr. Canton de Claye-Souilly) je francouzský kanton v departementu Seine-et-Marne v regionu Île-de-France. Tvoří ho 30 obcí.
Před reformou kantonů 2014 ho tvořilo šest obcí.

## Obce kantonu
od roku 2015:
| - Annet-sur-Marne - Barcy - Chambry - Charmentray - Charny - Claye-Souilly - Crégy-lès-Meaux - Cuisy - Forfry - Fresnes-sur-Marne - Gesvres-le-Chapitre - Gressy - Isles-lès-Villenoy - Iverny - Mareuil-lès-Meaux | - Messy - Monthyon - Chauconin-Neufmontiers - Oissery - Penchard - Le Plessis-aux-Bois - Le Plessis-l'Évêque - Précy-sur-Marne - Saint-Mesmes - Saint-Soupplets - Trilbardou - Varreddes - Vignely - Villenoy - Villeroy |

před rokem 2015:
- Annet-sur-Marne
- Claye-Souilly
- Courtry
- Le Pin
- Villeparisis
- Villevaudé